# Festival RTP da Canção 1977
O XIV Grande Prémio TV da Canção 1977 foi o décimo-quarto Festival RTP da Canção, e teve lugar no dia 12 de Fevereiro de 1977, no Estúdio 1 da RTP, em Lisboa. 
Herman José e Nicolau Breyner foram os apresentadores do festival que foi ganho pelos Os Amigos , com a canção "Portugal no Coração".

## Festival
A RTP, em 1977, voltou a inovar na sua seleção para a Eurovisão. A estação pública de televisão abriu concurso a todos os compositores e o júri de seleção, entre os 170 originais recebidos, apurou sete canções, mas com a condição dos respetivos compositores criarem duas versões distintas.
A apresentação das sete canções nas suas versões A e B foi feita do seguinte modo:
Numa primeira fase a RTP apresentou uma canção por dia, nas suas 2 versões, cerca das 21h, logo a seguir ao Telejornal das 20h. Esta apresentação foi feita durante o mês de Fevereiro, nos seguintes dias:
Canção nº 1 dia 4, às 21.15h, Canção nº 2, dia 5, às 21.30h, Canção nº 3, dia 6, cerca das 21h, Canção nº 4, dia 7, às 21.10h. Canção nº5, dia 8, às 21.15h, Canção nº 6, dia 9,às 21.05h e a Canção nº 7, dia 10, às 21.05h.
No dia 11 do mesmo mês, às 21.20h, foi para o ar um programa intitulado "As 14 Hipóteses de Voto", apresentado por Eládio Clímaco, com a intenção de explicar como o sistema de voto se iria suceder.
No dia 12 do mesmo mês as 7 canções foram todas apresentadas, de novo, ao grande público nas suas 2 versões, cerca das 22h30, ficando cerca de uma semana à votação dos portugueses que através de cupões publicados na imprensa da época se pronunciaram. Assim, os telespectadores que pretendessem ajudar a escolher a canção portuguesa ao Eurofestival puderam votar na canção e na versão que mais gostaram. A canção que no total das 2 versões recolhesse um maior número de votos seria considerada a grande vencedora e a versão mais votada da respetiva composição seria a nossa representante na Eurovisão.
No dia 26, às 22h30, a RTP transmitiu o derradeiro programa do festival, no qual atuaram os artistas convidados The Walker Brothers, seguindo-se a revelação da decisão dos portugueses, que se manifestou maioritariamente pela Versão A da Canção nº 1, o tema "Portugal no Coração", com poema de Ary dos Santos, música de Fernando Tordo e interpretação de Os Amigos, grupo formado especialmente para este festival e integrado por: Ana Bola, Edmundo Silva, Fernanda Piçarra, Fernando Tordo, Luísa Basto e Paulo de Carvalho. Neste espetáculo foram entregues os prémios respetivos, respeitantes à canção vencedora, assim como o Prémio de Interpretação, que foi ganho também pel'Os Amigos.
A apresentação deste festival, também intitulado por "As 7 Canções", esteve a cargo da dupla Herman José e Nicolau Breyner que encarnaram os personagens de crítica social e política Sr. Feliz e Sr. Contente. Na emissão de revelação das votações, resultantes da votação dos telespectadores apenas esteve Nicolau Breyner, aqui despido do personagem. 
A emissora recebeu no total 370.383 votos, dos quais 30.459 foram considerados nulos. Pelo segundo ano consecutivo, a RTP delega nos telespectadores a decisão da escolha dos nossos representantes para a Eurovisão.
Os Amigos foi um grupo criado exclusivamente para este Festival da Canção e consequentemente para a Eurovisão. Tanto Fernando Tordo, como Paulo de Carvalho e Luísa Basto já tinham carreiras como cantores bem consolidadas e Ana Bola era já uma presença constante em programas televisivos musicais e de humor.
| #  | Canção                | Letra (l) / Música (m)                                 | Versão   | Artista                  | Lugar | Pontos |
| -- | --------------------- | ------------------------------------------------------ | -------- | ------------------------ | ----- | ------ |
| 1º | "Portugal no coração" | Fernando Tordo (m), José Carlos Ary dos Santos (l)     | Versão A | Os Amigos                | 1º    | 62844  |
| 1º | "Portugal no coração" | Fernando Tordo (m), José Carlos Ary dos Santos (l)     | Versão B | Gemini                   | 6º    | 25283  |
| 2º | "Canção sem grades"   | Manuel José Soares (m), Rita Olivaes (l)               | Versão A | Teresa Silva Carvalho    | 13º   | 692    |
| 2º | "Canção sem grades"   | Manuel José Soares (m), Rita Olivaes (l)               | Versão B | José Freire              | 14º   | 213    |
| 3º | "A flor e o fruto"    | Nuno Rodrigues (m), António Pinho (l)                  | Versão A | Fantástica Aventura      | 4º    | 39639  |
| 3º | "A flor e o fruto"    | Nuno Rodrigues (m), António Pinho (l)                  | Versão B | Conjunto Maria Albertina | 11º   | 5846   |
| 4º | "O que custar"        | Fernando Guerra (m & l)                                | Versão A | Green Windows            | 12º   | 4008   |
| 4º | "O que custar"        | Fernando Guerra (m & l)                                | Versão B | Quarteto 1111            | 9º    | 11546  |
| 5º | "Rita, Rita limão"    | António Moniz Pereira (m), Margarida Moniz Pereira (l) | Versão A | Green Windows            | 2º    | 56080  |
| 5º | "Rita, Rita limão"    | António Moniz Pereira (m), Margarida Moniz Pereira (l) | Versão B | Cara ou Coroa            | 8º    | 23109  |
| 6º | "Férias"              | Luís Pedro Fonseca (m), Isabel Mota (l)                | Versão A | Grupo Férias             | 7º    | 25132  |
| 6º | "Férias"              | Luís Pedro Fonseca (m), Isabel Mota (l)                | Versão B | Paco Bandeira            | 10º   | 6305   |
| 7º | "Fim de estação"      | Manuel José Soares (m & l)                             | Versão A | Vera & Carlos            | 5º    | 31749  |
| 7º | "Fim de estação"      | Manuel José Soares (m & l)                             | Versão B | Bric-à-Brac              | 3º    | 47478  |

### Programas
| #   | Titulo do programa          | Apresentação                  | Realização   | Dia de exibição         | Tempo de exibição   | Notas                                           |
| --- | --------------------------- | ----------------------------- | ------------ | ----------------------- | ------------------- | ----------------------------------------------- |
| 1º  | A Primeira das Sete Canções |                               | Luís Andrade | 4 de fevereiro de 1977  | 15 minutos          | Apresentação da canção "Portugal no Coração".   |
| 2º  | A Segunda das Sete Canções  |                               | Luís Andrade | 5 de fevereiro de 1977  | 15 minutos          | Apresentação da canção "Canção sem Grades".     |
| 3º  | A Terceira das Sete Canções |                               | Luís Andrade | 6 de fevereiro de 1977  | 10 minutos          | Apresentação da canção "A Flor e o Fruto".      |
| 4º  | A Quarta das Sete Canções   |                               | Luís Andrade | 7 de fevereiro de 1977  | 10 minutos          | Apresentação da canção "O Que Custar".          |
| 5º  | A Quinta das Sete Canções   |                               | Luís Andrade | 8 de fevereiro de 1977  | 15 minutos          | Apresentação da canção "Rita Rita Limão".       |
| 6º  | A Sexta das Sete Canções    |                               | Luís Andrade | 9 de fevereiro de 1977  | 15 minutos          | Apresentação da canção "Férias".                |
| 7º  | A Sétima das Sete Canções   |                               | Luís Andrade | 10 de fevereiro de 1977 | 15 minutos          | Apresentação da canção "Fim de Estação".        |
| 8º  | As 14 Hipóteses de Voto     | Eládio Clímaco                | Luís Andrade | 11 de fevereiro de 1977 | 15 minutos          | Explicação do processo de votação.              |
| 9º  | As 7 Canções                | Nicolau Breyner e Herman José | Luís Andrade | 12 de fevereiro de 1977 | 1 hora e 15 minutos | Apresentação das 7 canções, nas suas 2 versões. |
| 10º | As 7 Canções                | Nicolau Breyner               | Luís Andrade | 26 de fevereiro de 1977 | 1 hora              | Proclamação dos vencedores.                     |